# Малий бізнес

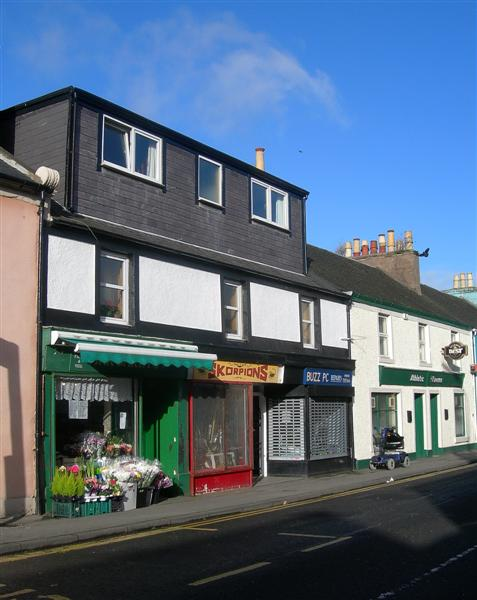
Малий бізнес у місті Грінок, Шотландія.

Малий бізнес (англ. small business) — підприємницька діяльність, сформована на власний ризик, що не суперечить чинному законодавству, створює невелику кількість робочих місць. Мета створення малого бізнесу — це отримання прибутку та/або самореалізація. Для малого бізнесу характерні відносно невеликі розміри, обмежена кількість людей, обмежений обіг капіталу, локальний район операцій та конкретний напрям роботи. Він відіграє значну роль у забезпеченні зайнятості більшості розвинених країн та країн, які активно розвиваються (в США майже третина робочих місць припадає на фірми, де працює менше 100 осіб), певною мірою забезпечує насичення ринку споживчими товарами та послугами, сприяє послабленню монополізму, розвитку конкуренції, структурній перебудові економіки, є засобом досягнення особистого успіху та активно формує середній клас людей. Малий бізнес — важливе джерело інновації. До винаходів, зроблених ним, належать літаки, гелікоптери, персональні комп'ютери, аерозоль та багато іншого.

## Функції малого бізнесу
- Формування конкурентного середовища;
- Надання гнучкості ринковій економіці;
- Сприяння швидкому розвитку НТП;
- Поглинання надлишкової робочої сили;
- Пом'якшення соціальної напруги;
- Формування середнього класу;
- Сприяє демонополізації.

## Малий бізнес в Україні
Згідно ст. 55 Господарського кодексу України [Архівовано 18 квітня 2016 у Wayback Machine.] під малими підприємствами розуміються:
- фізичні особи, зареєстровані в установленому законом порядку як фізичні особи — підприємці, у яких середня кількість працівників за звітний період (календарний рік) не перевищує 50 осіб та річний дохід від будь-якої діяльності не перевищує суму, еквівалентну 10 мільйонам євро, визначену за середньорічним курсом Національного банку України;
- юридичні особи — суб'єкти господарювання будь-якої організаційно-правової форми та форми власності, у яких середня кількість працівників за звітний період (календарний рік) не перевищує 50 осіб та річний дохід від будь-якої діяльності не перевищує суму, еквівалентну 10 мільйонам євро, визначену за середньорічним курсом Національного банку України[1]

В Україні існує політична партія малого та середнього бізнесу.

## Малий і середній бізнес
Термін, який часто використовується в бізнес-політиці ЄС або міжнародними організаціями, такими як Світовий банк, ОЕСР, ООН та Світова організація торгівлі (СОТ), для позначення малих і середніх підприємств у будь-якій національній економіці — це «малі та середні підприємства» (МСП).